# Leiopsammodius desertorum
Leiopsammodius desertorum är en skalbaggsart som beskrevs av Leon Fairmaire 1868. Leiopsammodius desertorum ingår i släktet Leiopsammodius och familjen Aphodiidae. Inga underarter finns listade i Catalogue of Life.